# 万延海

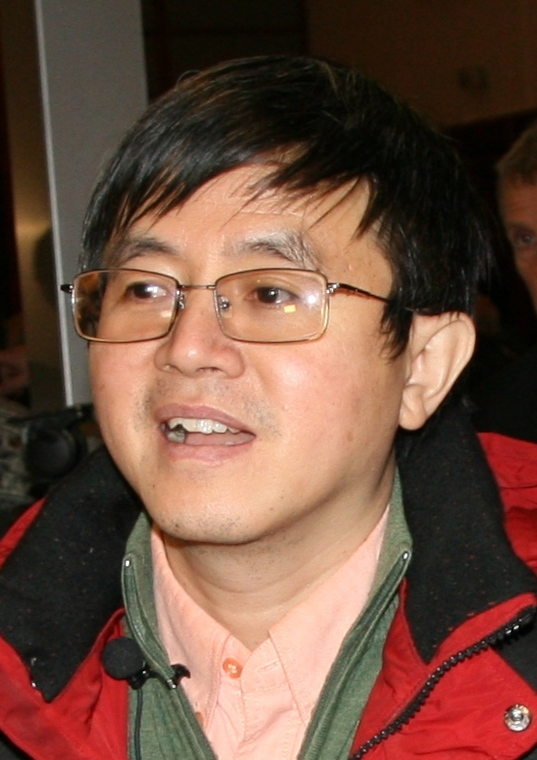

万延海（ワン・ヤンハイ、Wan Yanhai、1963年11月20日 -）は中華人民共和国のエイズ問題に関する活動家である。1994年には北京に「愛知行」健康教育研究所を設立し、2010年5月に渡米するまで、その所長を務めていた。
万延海が広く知られるようになったのは、2000年7月に，王力雄が胡佳に彼を紹介したことに由来する。万延海はLGBTの権利に関する人権活動家でもあり、2002年8月24日には、レズビアン・ゲイの映画の上映の試聴会に参加して、当局の追及を受けている。2006年11月6日から9日にかけてはインドネシアで開催されたジョグジャカルタ原則採択のための国際会議に出席し、その署名者の一人となった。しかしその約半月後の11月24日には、3度目の拘束を受けた。3日後の27日には釈放され、その後、体制を批判する声明を出したが、中国本土での活動は控えるようになる。2008年には北京オリンピック中を活動の停止を命じられる。その後2009年にはコペンハーゲンで開催された第2回ワールドアウトゲームズにも参加した。しかし2010年5月には「愛知行」研究所を始めとする活動による妨害と拘束の危険性によりアメリカ合衆国に「自己亡命」を果たした。最近はツイッターでも活動しており、かつて共に零八憲章に署名した、2010年のノーベル平和賞受賞者の劉暁波のオスロでの授賞式に出席する予定であった。